# District Limbaži
Het district Limbaži (Lets: Limbažu rajons) is een voormalig district in het noorden van Letland aan de kust van de Oostzee. Het grensde aan het district Riga in het zuiden, het district Valmiera in het oosten, Estland in het noorden en de Golf van Riga in het westen. De belangrijkste stad is Limbaži (8929 inwoners). Het district was 2580 km² groot en had 39.139 inwoners.